# Желдець (річка)
Же́лдець — річка в Україні, у межах Львівського і Шептицького районів Львівської області. Права притока Рати (басейн Західного Бугу). 

## Опис
Довжина 43 км, площа водозбірного басейну 227 км². Похил річки 1,1 м/км. Долина завширшки 1—3 км. Річище каналізоване,
зарегульоване ставками, завширшки 8—10 м. Використовується на технічне водопостачання. 

## Розташування
Желдець бере початок між селами Колоденці та Вихопні. Тече здебільшого на північ у межах Надбужанської котловини. Впадає в Рату на північ від села Борове, що між містами Великі Мости і Соснівка. 
Притоки: невеликі потічки та меліоративні канали. 
Річка протікає через такі села: Вихопні, Воля-Жовтанецька, Високофедорівка, Желдець, Мазярка, Купичволя, Стремінь, Реклинець, Борове. 